# Gertrud Pinkus
Orsa Gertrud Pinkus, née le 11 septembre 1944 à Nennigkofen, est une réalisatrice et metteuse en scène de théâtre suisse.

## Biographie
Gertrud Pinkus, née Gertrud Baumgartner, a grandi à Bucheggberg (canton de Soleure). Après avoir travaillé comme assistante-décoratrice au théâtre de la ville de Bâle (Stadttheater Basel), elle suit de 1965 à 1968 une formation de décorateur de théâtre à l'Académie des Beaux-Arts de Munich. Elle suit également des cours de mise en scène à l'Institut für Theaterwissenschaft de cette même ville. Elle met en scène des pièces de théâtre, créé des décors de théâtre et réalise des performances, des installations et du théâtre de rue.
De 1971 à 1975, Gertrud Pinkus travaille chez Proscop-Film à Francfort-sur-le-Main, où elle réalise des films documentaires en co-production avec ARD et ZDF. Elle se forme à la prise de vue, à la prise de son, montage, et à la direction de production. Elle collabore notamment aux films Isle of Wight (1971), Drei Jahre nach dem Mai (1971), Non piangere (1972) et Hablan los muros (1973)
Dès 1975, Gertrud Pinkus tourne ses propres films documentaires auprès de différentes sociétés de production et de télévision. Son premier film de fiction est Il valore della donna è il suo silenzio. Ce film reçoit le Deutscher Filmpreis (Filmband in Silber). La réalisatrice est particulièrement connue pour Anna Göldin – Letzte Hexe, un film de fiction basé sur le roman de Eveline Hasler.
Elle épouse en premières noces Marco Pinkus, avec lequel elle a une fille. En 1988, elle épouse en secondes noces Stephan Portmann. En 1993, elle déménage en Amérique centrale. Elle vit au Mexique, au Costa Rica et au Guatemala. En 2005, elle rentre en Suisse, où elle participe à des projections géantes, des installations vidéo et des projets artistiques interdisciplinaires.
En 2014, Gertrud Pinkus dépose ses archives à la Cinémathèque suisse, site de Zurich.

## Filmographie
- 1976 : Chaindogs (documentaire)
- 1977 : Mir gehört die Nacht (documentaire)
- 1978 : Hallo Taxi (documentaire)
- 1980 : Das höchste Gut einer Frau ist ihr Schweigen (Il valore della donna è il suo silenzio, fiction)
- 1981 : Corazzù (documentaire)
- 1984 : Duo Valentianos (fiction)
- 1985 : Nie wieder – bis zum nächsten Mal (fiction)
- 1987 : RAI (documentaire)
- 1987 : Sidi bel abbès (documentaire)
- 1987 : Skarabäus
- 1988 : Ab in die Wüste (documentaire)
- 1991 : Anna Göldin – Letzte Hexe (fiction)
- 2006 : Pflanzenheiler am Amazonas
- 2014 : made in Burkina (documentaire)
- 2015 : SELVA (expérimental)
- 2015 : Aus den Tiefen der Limmat (expérimental)

## Récompenses et distinctions
- Deutscher Filmpreis 1981 (Filmband in Silber) pour Il valore della donna è il suo silenzio
- Sonderpreis der Stadt Mannheim pour Il valore della donna è il suo silenzio
- Fernsehfilmpreis der Deutschen Akademie der Darstellenden Künste am Fernsehfilmfestival Baden-Baden 1981 pour Il valore della donna è il suo silenzio
- Zürcher Filmpreis 1981 pour Il valore della donna è il suo silenzio
- Filmpreis des Kantons Solothurn pour Il valore della donna è il suo silenzio
- Preis des Verbandes Deutscher Kritiker pour Il valore della donna è il suo silenzio
- Prix du public Festival des femmes Paris pour Il valore della donna è il suo silenzio
- Deutscher Jugendfilmpreis 1985 pour Nie wieder – bis zum nächsten Mal
- Preis der deutschen Filmkritik (Bester Kurzfilm) 1984/85 pour Nie wieder – bis zum nächsten Mal
- Main Award am Tunesyde-Film-Festival pour "Duo Valentianos"
- Das Prädikat der Filmbewertungsstelle pour "Duo Valentianos"
- Hessischer Filmpreis 1992 pour Hauptdarstellerin Cornelia Kempers in Anna Göldin – Letzte Hexe
- Qualitätsprämie des EDI pour Anna Göldin – Letzte Hexe
- Publikumspreis Festival Max Ophüls pour Anna Göldin – Letzte Hexe
- Prix des femmes Figuiera de Foz pour Anna Göldin – Letzte Hexe